# Torre dels Marquesos de Sentmenat
La Torre dels Marquesos de Sentmenat és un edifici situat als carrers de Can Caralleu i del Desert de Sarrià (Barcelona), catalogat com a bé cultural d'interès local.

## Història
El 1325, Guillem Teixidó adquirí la finca a Berenguer Aimeric de Sarrià per a la construcció del seu propi mas. El 1779, l'arquitecte Andreu Bosch i Riba reconvertí l'antiga masia en una torre d'estiueig per als marquesos de Sentmenat, que havien adquirit la finca a mitjan segle xvii. Durant el segle xix, la torre adquiriria l'aspecte actual, en ser ampliada i redecorada amb elements esculpits procedents dels castells de Ciutadilla i de Sentmenat.
L'any 1960, la família Sentmenat llogà la torre al cònsol de França, que hi fixà la seva residència fins que el 1974 la finca fou venuda a la immobiliària Núñez i Navarro. El 1986, aquest va oferir la finca i part del bosc (10 ha) a l'Ajuntament de Barcelona a canvi de poder construir 40 habitatges prop de Can Caralleu. Finalment, el 1992 es va arribar a un acord pel qual se n'autoritzaven només 29, i a més de la cessió de la finca, Núñez i Navarro va aportar 120 milions de pessetes per a restaurar el conjunt.
El 1994, després d'una desafortunada restauració, efectuada pels arquitectes Miquel Espinet i Antoni Ubach i en què es refeu la façana de la planta baixa i se substituïren les gàrgoles històriques per sobreeixidors de ferro laminat d'Sergi Aguilar, l'Ajuntament cedí la torre per 35 anys a l'Escola Eina de Disseny i Art, centre adscrit a la Universitat Autònoma de Barcelona. El 1995, els jardins foren oberts al públic.

## Descripció
És un edifici exempt de planta rectangular, a quatre vents. Comprèn una planta baixa aparent només des de la façana principal, una planta noble que permet l'accés des de la terrassa superior, un pis i teulada a quatre vessants. Dues torratxes disposades a les cantonades de la façana principal l'eleven un nivell més, al mateix temps que el doten d'una aparença simètrica.
Les façanes estructuren les seves obertures en eixos verticals i horitzontals de ritme regular: portals a la planta baixa, balcons a la planta noble, finestres combinades amb falses espitlleres. Les dues torratxes s'obren a l'exterior per finestres a la planta intermèdia i per galeries d'arcs a la part superior. Les façanes presenten la totalitat de llurs murs revestits amb morters que imiten un carreuat al trencajunt. Tanmateix, la planta baixa de la banda de mar ha estat revestida amb un aplacat de pedra artificial verda al trencajunt. En aquesta planta les obertures han perdut les seves ornamentacions, mentre que la resta de plantes conserven els muntants i les llindes originals, profusament ornamentats a base de motllures i guardapols d'estil renaixentista. Aquests elements procedeixen dels castells de Ciutadilla (Urgell) i de Sentmenat (Vallès Oriental) i són elements reaprofitats datables a finals del segle xvi.
Els balcons de planta noble presenten tots una volada de pedra sostinguda per un parell de permòdols i es presenten tancats per baranes de barrots de ferro forjat reblonats i, en els angles, helicoïdals. Aquests balcons presenten muntants de pedra motllurats que sostenen llurs llindes, decorades amb guardapols mixtilinis, escuts i bustos dins de medallons. La llinda del balcó central, però, és de majors dimensions i presenta dos lleons sostenint l'escut dels Sentmenat. En el pis superior, les finestres i les espitlleres també estan emmarcades amb pedra, excepte els guardapols, que són d'estuc. Les galeries d'arcs que obren les dues torratxes als quatre vents presenten columnelles de pedra. Rematant aquestes torratxes es construïren unes cuculles quadrangulars de ceràmica vidrada formant bandes horitzontals blanques i blaves. Sota la coberta hi sobresortien gàrgoles escultòriques que, en recents intervencions, van ser substituïdes per uns sobreeixidors de ferro laminat obrats per Sergi Aguilar. La façana posterior també presenta portes i finestres amb llindes i muntants de pedra reaprofitats. Aquests elements, més pròpiament gòtics, consisteixen en arcs rebaixats i conopials decorats amb traceries gòtiques i amorets sostenint escuts.
Els interiors, que han perdut totalment el seu aspecte original, alberguen al vestíbul un mural d'Albert Ràfols-Casamada, fundador de l'escola Eina.